# Estońska Formuła 3
Estońska Formuła 3 – cykliczne wyścigi według przepisów Formuły 3 rozgrywane w Estonii w latach 1962–1987.

## Mistrzowie
| Sezon       | Kierowca                  | Zespół                              | Samochód                  |                           |
| ----------- | ------------------------- | ----------------------------------- | ------------------------- | ------------------------- |
| 1962        | Madis Laiv                | Tallinna Kalev                      | Estonia 3-IMZ             |                           |
| 1963        | Madis Laiv                | Tallinna Kalev                      | Estonia 3-IMZ             |                           |
| 1964 – 1969 | mistrzostw nie rozgrywano | mistrzostw nie rozgrywano           | mistrzostw nie rozgrywano | mistrzostw nie rozgrywano |
| 1970        | Madis Laiv                | Tallinna Kalev                      | Estonia 9M-Wartburg       |                           |
| 1971        | Enn Griffel               | Tallinna Kalev                      | Estonia 9M-Wartburg       |                           |
| 1972        | Enn Griffel               | Tallinna Kalev                      | Estonia 9M-Wartburg       |                           |
| 1973        | Otomar Õunas              | Tallinna Kalev                      | Estonia 9M-Wartburg       |                           |
| 1974        | Jukk Reintam              | TSK Neptun                          | Estonia 18-Łada           |                           |
| 1975        | Enn Griffel               | Tallinna Kalev                      | Estonia 18-Łada           |                           |
| 1976        | Rein Miller               | TSK Sport                           | Estonia 18M-Łada          |                           |
| 1977        | Lembit Teesalu            | TSK Sport                           | Estonia 18M-Łada          |                           |
| 1978        | Lembit Tammsaar           | TSK Neptun                          | Estonia 19-Łada           |                           |
| 1979        | Mati Pentus               | DOSAAF Tallinn                      |                           |                           |
| 1980        | Edgar Aavik               | TSK Start                           | Estonia 19-Łada           |                           |
| 1981        | Avo Soots                 | Tallinna Autoremondi Katsetehas     | Estonia 20-Łada           |                           |
| 1982        | Peep Kosk                 | Tallinna Spetsialiseeritud Autobaas | Estonia 20-Łada           |                           |
| 1983        | Mait Luha                 | Tallinna Spetsialiseeritud Autobaas | Estonia 20-Łada           |                           |
| 1984        | Urmas Haamer              | Kose EPT                            | Estonia 20-Łada           |                           |
| 1985        | Urmas Haamer              | Kose EPT                            | Estonia 20-Łada           |                           |
| 1986        | Avo Soots                 | Tartu ARK                           | Estonia 21M-Łada          |                           |
| 1987        | Avo Soots                 | Tartu ARK                           | Estonia 21M-Łada          |                           |